# Долни-Богров
Долни-Богров (болг. Долни Богров) — село в Болгарии. Находится в Городской области Софии, входит в общину Столична. Население составляет 1 261 человек.

## Политическая ситуация
В местном кметстве Долни-Богров, в состав которого входит Долни-Богров, должность кмета (старосты) исполняет Иво  Христов Шумански (Граждане за европейское развитие Болгарии (ГЕРБ)) по результатам выборов.
Кмет (мэр) общины Столична — Бойко Методиев Борисов (Граждане за европейское развитие Болгарии (ГЕРБ)) по результатам выборов.